# Philipp Kadelbach
Philipp Kadelbach (Frankfurt am Main, 9 de setembro de 1974) é um diretor de cinema e televisão alemão. Seus trabalhos incluem a minissérie vencedora do Emmy, Filhos da Guerra de 2013.

## Carreira
Dirigiu os quatro primeiros episódios da primeira temporada da série policial Innocent, produzida pela teamWorx e transmitida pela ProSieben com Alexandra Neldel no papel principal. Seu primeiro grande projeto cinematográfico foi O Segredo das Baleias, produzido pela ZDF, com Christopher Lambert, Mario Adorf e Veronica Ferres. Em março de 2011, dirigiu a minissérie de três episódios, Our Mothers, Our Fathers, sobre cinco amigos e suas vidas e sobrevivência durante a campanha russa entre 1941 e 1945. A série ganhou, entre outras prêmio, o Deutscher Fernsehpreis de 2013 na categoria Melhor Série Multi-Parte, bem como a Câmera de Ouro de 2014 na categoria Melhor Filme de TV e o Prêmio Emmy Internacional de 2014. Ele foi novamente indicado ao Emmy pelo telefilme Nackt unter Wölfen.
Em junho de 2015, ele começou a filmar em Londres a minissérie SS-GB baseada no best-seller de Len Deighton. Ele é o primeiro diretor alemão a filmar uma série de televisão produzida exclusivamente na Inglaterra para a BBC Films.

## Filmografia
- 1999: Platonische Liebe (curta-metragem)
- 2008: Unschuldig (série de TV, quatro episódios)
- 2011: Hindenburg (série de TV)
- 2013: Unsere Mütter, unsere Väter (série de TV)
- 2014: Die Pilgerin
- 2015: Nackt unter Wölfen
- 2016: Auf kurze Distanz
- 2017: SS-GB (série de TV)
- 2017: Riviera (série de TV)
- 2018: So viel Zeit
- 2018: Parfum (série de TV)
- 2021: Wir Kinder vom Bahnhof Zoo (série de TV)
- 2022: Munich Games (série de TV)